# Platanthera flava
Platanthera flava är en orkidéart som först beskrevs av Carl von Linné, och fick sitt nu gällande namn av John Lindley. Platanthera flava ingår i släktet nattvioler, och familjen orkidéer.

## Underarter
Arten delas in i följande underarter:
- P. f. flava
- P. f. herbiola

## Bildgalleri

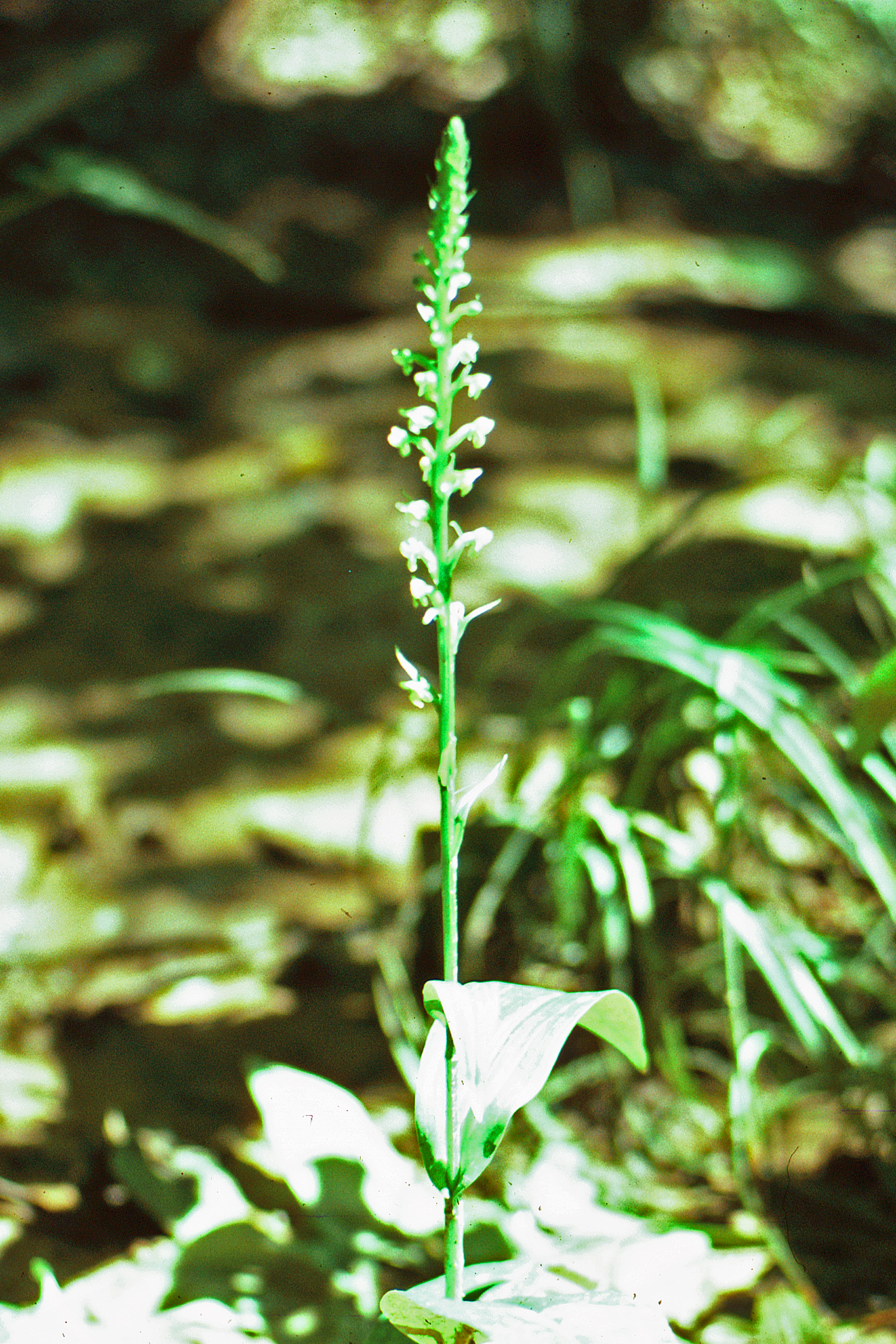
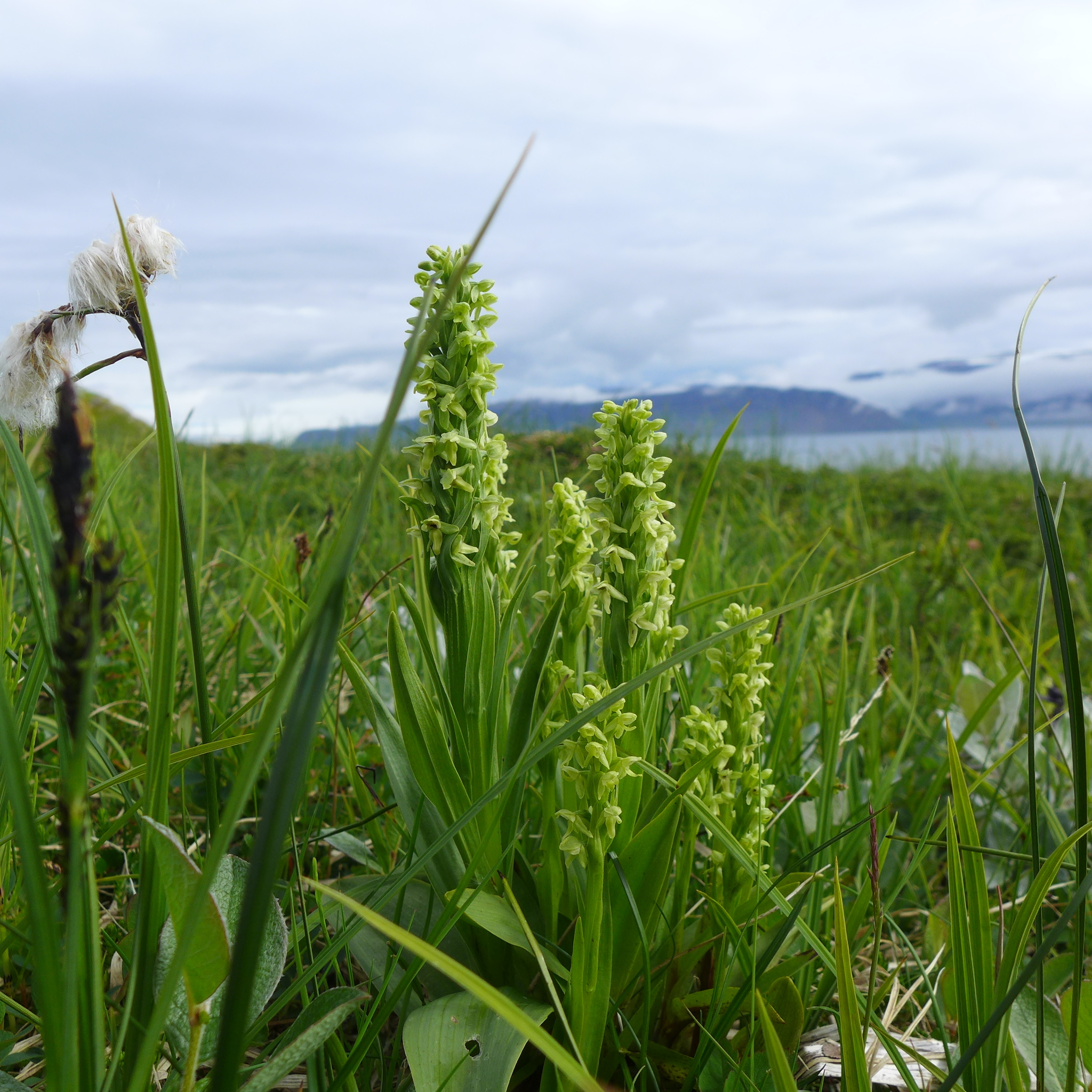
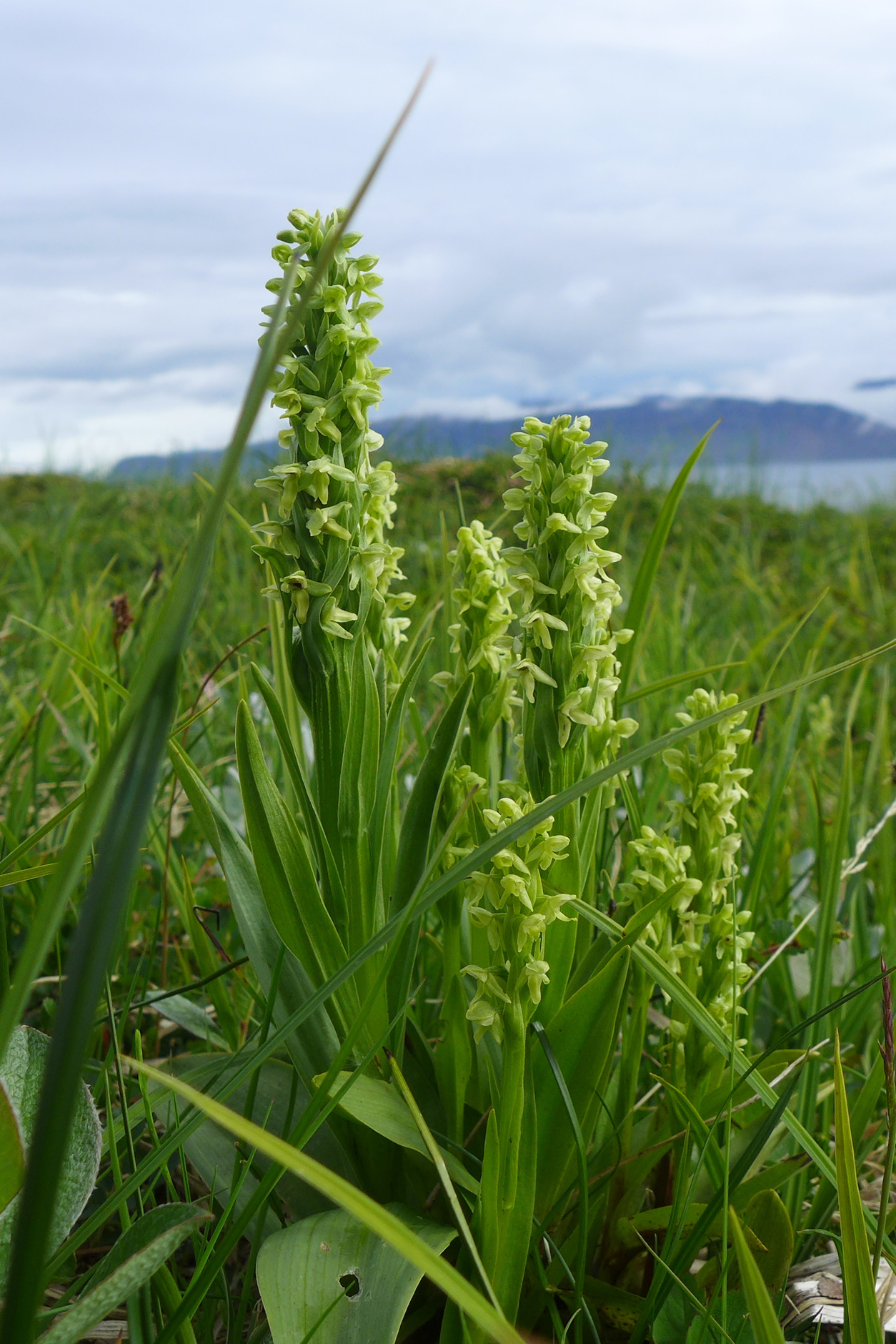
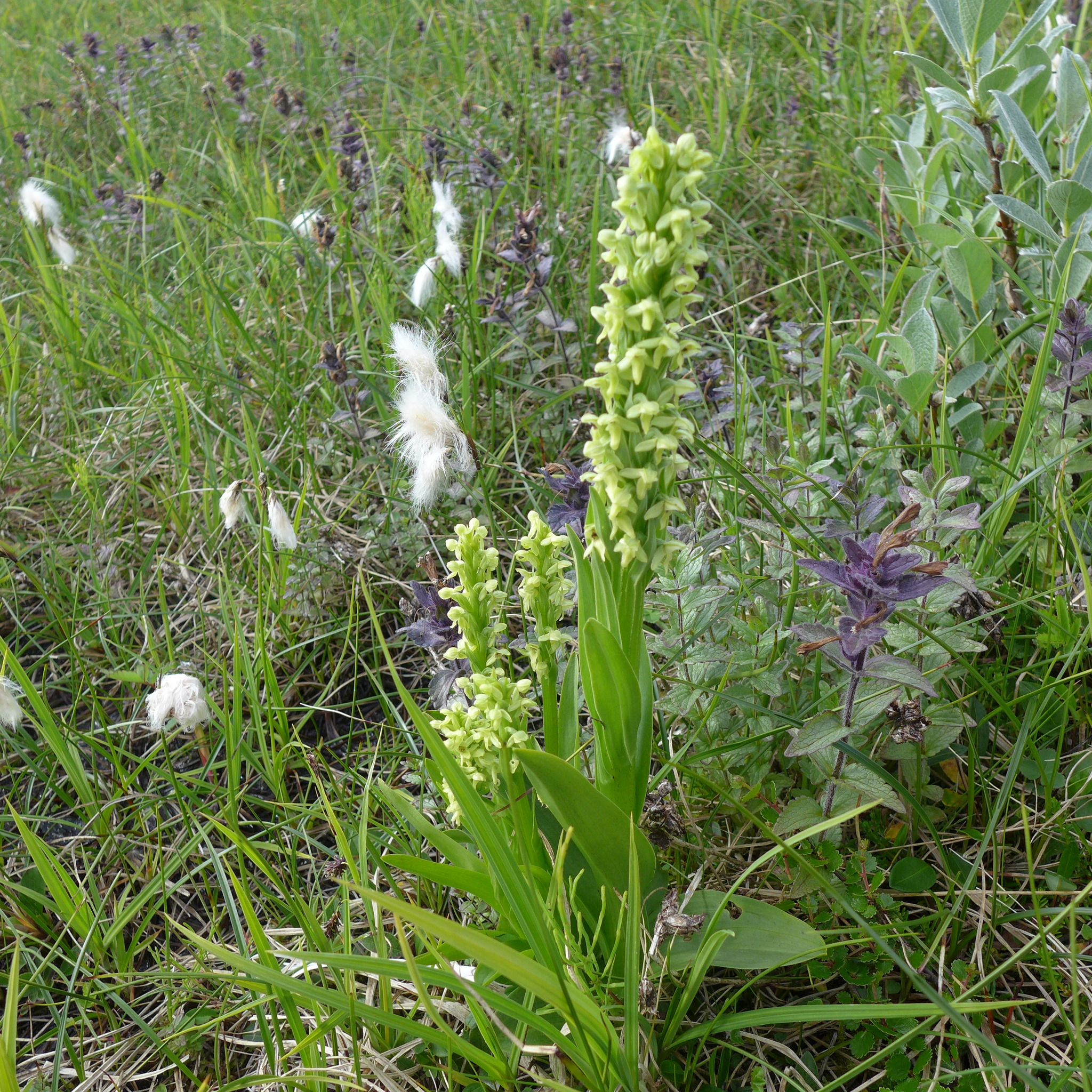
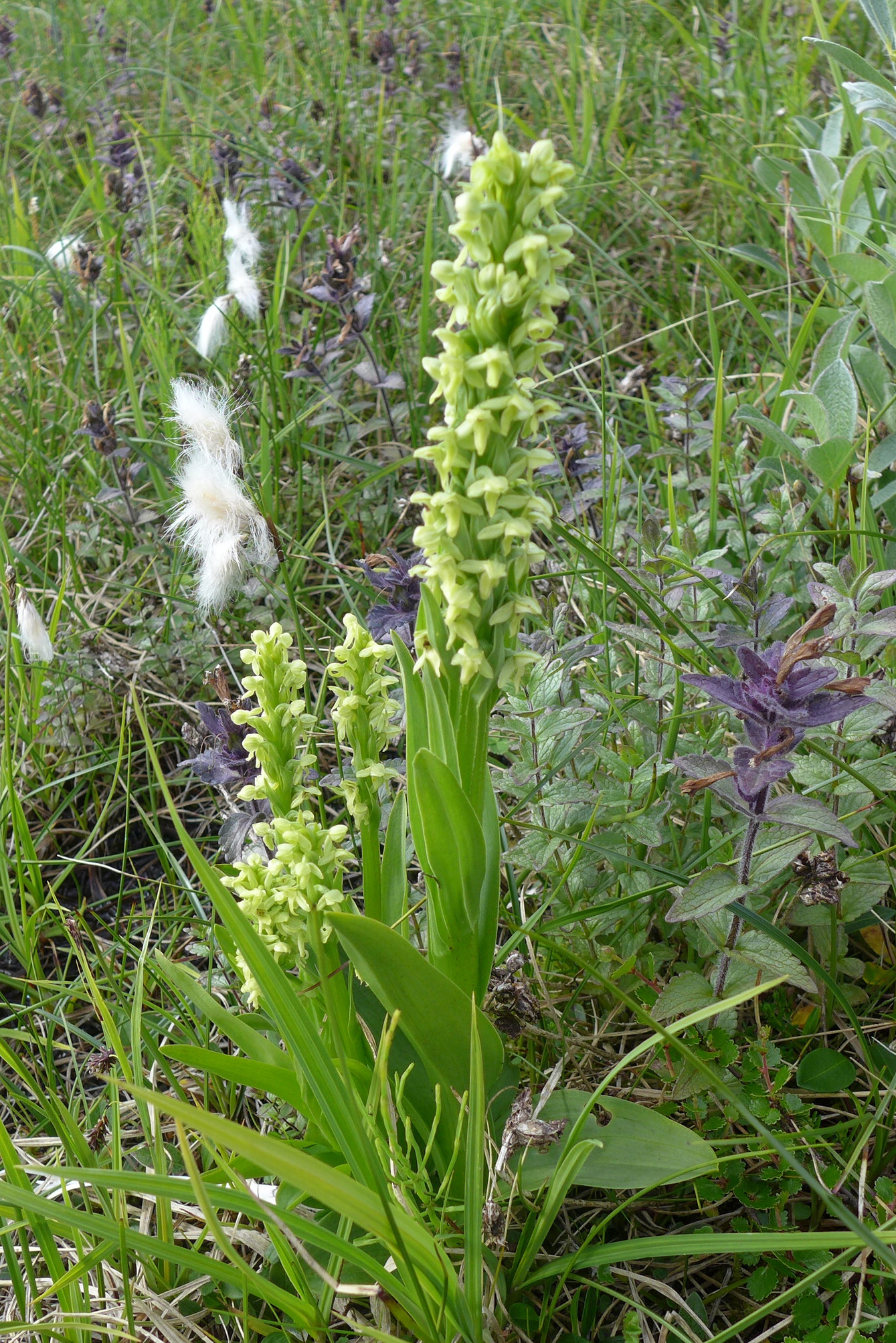
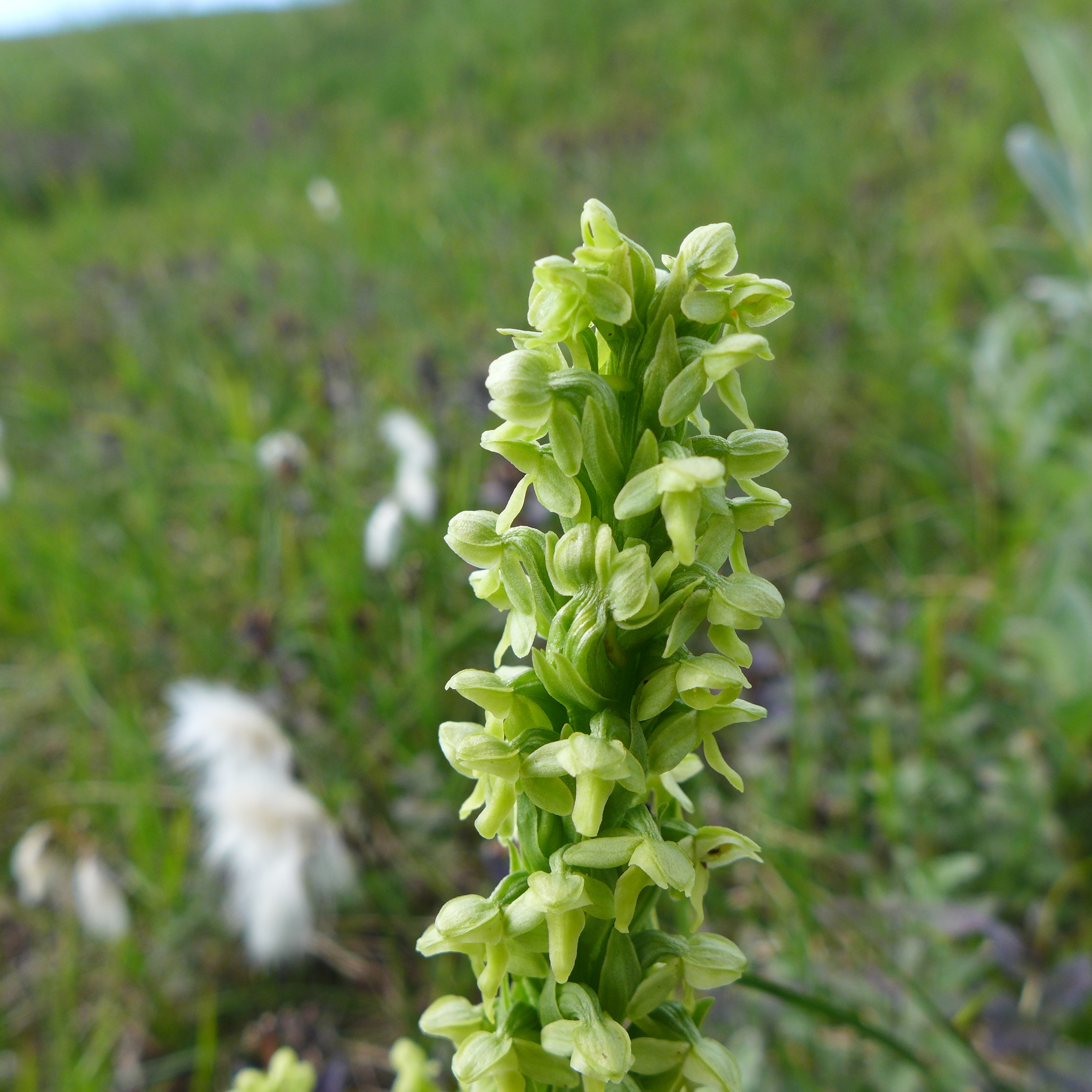